# Mourad El Ghezouani
Mourad Daoudi El Ghezouani (Balsapintada, España, 27 de mayo de 1998), simplemente conocido como Mourad, es un futbolista español de ascendencia marroquí que se desempeña como delantero en el Elche C. F. de la Segunda División de España.

## Trayectoria
Mourad nació en Balsapintada, perteneciente al municipio de Fuente Álamo de Murcia. Es un delantero formado en las bases del Real Murcia C. F. y en la Escuela de Fútbol de Torre-Pacheco con el que jugó en su primer año de juvenil, anotando la cifra de 29 goles.
En 2016, gracias al convenio de la Escuela de Fútbol de Torre-Pacheco con el Villarreal C. F., el delantero ingreso en el conjunto castellonense en el que acabó su etapa de juveniles.
En la temporada 2017-18, el jugador forma parte de la plantilla del Villarreal C. F. "C" de la Tercera División de España, con el que juega 24 partidos y anota 4 goles.
El 18 de julio de 2018, Mourad se desligó del Villarreal y firmó por el Orihuela C. F. de la Tercera División de España, con el que juega 24 partidos y anota 5 goles.
En julio de 2019, firma por el Elche C. F. e inmediatamente es asignado a su filial de la Tercera División. En la temporada 2019-20, jugaría 21 partidos en los que anota 6 goles.
El 15 de diciembre de 2019, Mourad hizo su debut en la Segunda División de España con el primer equipo del Elche en una derrota por dos goles a tres en casa contra U. D. Las Palmas.
Dos días después, debutando en la Copa del Rey, marcó su primer gol con los franjiverdes en la victoria frente a la Gimnástica Segoviana C. F..
El 6 de octubre de 2020, Mourad fue cedido al C. D. Alcoyano de la Segunda División B de España. En la temporada 2020-21, jugaría 26 partidos en los que anota 6 goles. 
El 20 de agosto de 2021, regresó al Alcoyano de Primera Federación por una temporada más. En esta etapa logró su mejor registro goleador hasta el momento con 10 dianas, además de 3 asistencias, en 37 partidos.
El 1 de septiembre de 2022, firma por el Burgos C. F. de la Segunda División de España cedido por el Elche. Logró anotar 3 goles en 37 partidos.
Para la temporada 2023-24, con las salidas de Lucas Boyé al Granada C. F., Ezequiel Ponce al AEK Atenas y Pere Milla al R. C. D. Espanyol, Mourad se convirtió en el delantero titular del equipo anteponiéndose a un Sergio León que fue fichado para ser el referente del ataque, pero acabó perdiendo protagonismo conforme avanzaba la temporada saliendo en el mercado de invierno a la S. D. Eibar.

## Clubes
Actualizado al último partido disputado el 9 de febrero de 2025.
| Club                               | Div.          | Temporada     | Liga  | Liga  | Liga   | Copas nacionales | Copas nacionales | Copas nacionales | Torneos internacionales | Torneos internacionales | Torneos internacionales | Total | Total | Total  |
| Club                               | Div.          | Temporada     | Part. | Goles | Asist. | Part.            | Goles            | Asist.           | Part.                   | Goles                   | Asist.                  | Part. | Goles | Asist. |
| ---------------------------------- | ------------- | ------------- | ----- | ----- | ------ | ---------------- | ---------------- | ---------------- | ----------------------- | ----------------------- | ----------------------- | ----- | ----- | ------ |
| Elche C. F. · España               | 2.ª           | 2019-20       | 2     | 0     | 0      | 3                | 0                | 0                | –                       | –                       | –                       | 5     | 0     | 0      |
| Elche C. F. · España               | Total club    | Total club    | 2     | 0     | 0      | 3                | 0                | 0                | –                       | –                       | –                       | 5     | 0     | 0      |
| C. D. Alcoyano · (cedido) · España | 2.ª B         | 2020-21       | 22    | 4     | 0      | 4                | 2                | 2                | –                       | –                       | –                       | 26    | 6     | 2      |
| C. D. Alcoyano · (cedido) · España | 1.ª RFEF      | 2021-22       | 34    | 7     | 1      | 3                | 3                | 2                | –                       | –                       | –                       | 37    | 10    | 3      |
| C. D. Alcoyano · (cedido) · España | Total club    | Total club    | 56    | 11    | 1      | 7                | 5                | 4                | –                       | –                       | –                       | 63    | 16    | 5      |
| Burgos C. F. · (cedido) · España   | 2.ª           | 2022-23       | 35    | 3     | 0      | 2                | 0                | 0                | –                       | –                       | –                       | 37    | 3     | 0      |
| Burgos C. F. · (cedido) · España   | Total club    | Total club    | 35    | 3     | 0      | 2                | 0                | 0                | –                       | –                       | –                       | 37    | 3     | 0      |
| Elche C. F. · España               | 2.ª           | 2023-24       | 37    | 5     | 1      | 3                | 1                | 1                | –                       | –                       | –                       | 40    | 6     | 2      |
| Elche C. F. · España               | 2.ª           | 2024-25       | 19    | 6     | 0      | 3                | 1                | 0                | –                       | –                       | –                       | 22    | 7     | 0      |
| Elche C. F. · España               | Total club    | Total club    | 56    | 11    | 1      | 6                | 2                | 1                | –                       | –                       | –                       | 62    | 13    | 2      |
| Total carrera                      | Total carrera | Total carrera | 149   | 25    | 2      | 18               | 7                | 5                | –                       | –                       | –                       | 167   | 32    | 7      |
| 1.                                 |               |               |       |       |        |                  |                  |                  |                         |                         |                         |       |       |        |